# The Last Days of American Crime
Pour plus de détails, voir Fiche technique et Distribution.
The Last Days of American Crime est un thriller américain réalisé par Olivier Megaton et sorti en 2020. Il s'agit de l'adaptation cinématographique du roman graphique du même nom de Rick Remender et Greg Tocchini.

## Synopsis
Dans un futur proche, le gouvernement américain s'apprête à appliquer son plan pour éradiquer le terrorisme et le crime organisé de son pays. Une puissante émission d'ondes annihilera toute envie ou volonté criminelle chez les Américains et empêchera chacun de commettre le moindre acte illégal ou répréhensible par la loi. De plus, pour détourner l'attention du peuple américain, le pouvoir met en place un nouveau système de cartes monétaires numériques et rechargeables via des stations spécialisées pour remplacer l'argent physique et mettre fin aux braquages de banques. 
Avant que ce signal neurologique soit diffusé pour supprimer définitivement les crimes en Amérique, un braqueur professionnel à la petite semaine, Graham Bricke, décide d'organiser l'ultime casse de l'une de ces machines de rechargement qui créditent les cartes bancaires de manière électronique. Le temps est désormais compté. Pour cela, il décide de s'allier avec un couple d'escrocs constitué d'un perceur de coffres et fils d'un célèbre gangster, Kevin Cash, ainsi que de sa petite amie hackeuse, Shelby, pour mener au plus vite le dernier braquage de l'histoire américaine. Bricke rêve de s'enfuir au Canada avec l'argent récolté. Malheureusement, tout ne se passe pas comme prévu.

## Fiche technique
- Titre : The Last Days of American Crime
- Réalisation : Olivier Megaton
- Scénario : Karl Gajdusek, d'après le roman graphique The Last Days of American Crime de Rick Remender et Greg Tocchini
- Musique : David Menke et The Limiñanas
- Montage : Mickael Dumontier
- Photographie : Daniel Aranyó
- Production : Jesse Berger, Jason Michael Berman et Barry Levine
- Sociétés de production : Mandalay Pictures et Radical Studios
- Société de distribution : Netflix
- Pays de production :  États-Unis
- Langue originale : anglais
- Format : couleur
- Genre : thriller, science-fiction
- Durée : 149 minutes
- Dates de sortie : 
  - Monde : 5 juin 2020 (Netflix)

## Distribution
- Édgar Ramírez (VF : Anatole de Bodinat) : Graham Bricke
- Anna Brewster (VF : Chloé Berthier) : Shelby Dupree
- Michael Pitt (VF : Franck Lorrain) : Kevin Cash
- Sharlto Copley (VF : David Krüger) : William Sawyer
- Sean Cameron Michael : Pete Slatery
- Brandon Auret : Lonnie French
- Daniel Fox : Rory Bricke
- Nathan Lynn (VF : Antoine Fleury) : Johnny Dee
- Tamer Burjaq (VF : Loïc Houdré) : Ross King
- Neels Clasen : Sidell Turner

## Accueil

### Critique
Le film reçoit un accueil critique plutôt négatif auquel on reproche d'être trop long et très inégal dans l'efficacité de la mise en scène. Les critiques des spectateurs sur le site allociné n'atteint pas deux étoiles